# 阿吉利亞內山
15°14′39″S 71°03′22″W / 15.24417°S 71.05611°W
阿吉利亞內山（Aguillane），是秘魯的山峰，位於該國南部庫斯科大區，由埃斯皮納爾省的孔多羅馬區負責管轄，屬於安地斯山脈的一部分，海拔高度5,000米。